# Юлий Монтан (поэт)
Не путать с сенатором времен правления Нерона Юлием Монтаном
Ю́лий Монта́н (лат. Iulius Montanus; I век) — римский поэт времён правления императора Тиберия, автор элегий и эпических произведений.

## Биография
Юлий Монтан известен, прежде всего, как друг принцепса Тиберия. Позднее, однако, эта дружба охладела. Часто устраивал публичные чтения.
По словам Сенеки Младшего, стихи Юлия Монтана изобиловали словами «восход» (ortus) и «закат» (occasus), которые тот любил употреблять. Эту его особенность Пинарий Натта, один из обвинителей хрониста Кремуция Корда, обыграл во фразе, сказанной людям, недовольным затянувшимися чтениями: «А у меня не будет лучшего случая показать мою щедрость, и я готов слушать его с восхода до заката».
Сенека Старший называет Юлия Монтана «выдающимся поэтом», а его сын — «сносным».
Овидий пишет про Монтана следующее:
«В равном стихе и неравном стихе одинаково сильный
И одинаково в них славу стяжавший Монтан»
Сочинения не сохранились. Фрагменты изданы в «Fragmenta poetarum romanorum» (collegit et emendavit Aemilius Baehrens, 1886)